# Pistola de agua

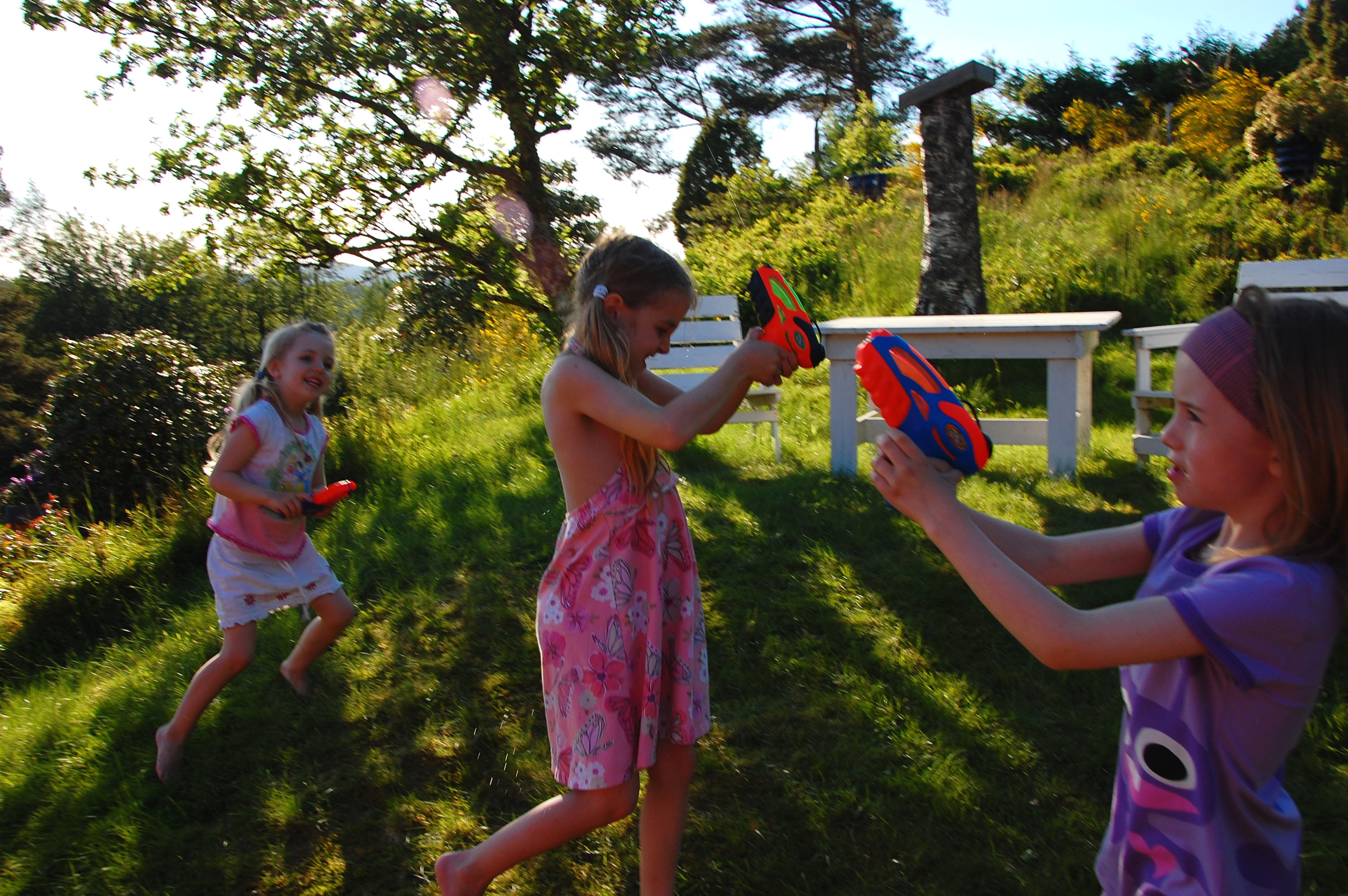
Niños jugando con pistolas de agua

Una pistola de agua es un tipo de juguete diseñado para disparar agua, igual que en los globos de agua, el objetivo principal del juego es mojar a otras personas luchando en una guerra de agua.
Históricamente, las pistolas de agua eran de metal y disponían de una pera de goma para cargar e impulsar el agua, a través de un orificio, a la boca del cañón.
Tradicionalmente, las pistolas de agua funcionaban con el mismo principio que un pulverizador aunque hoy en día se han sofisticado mucho. El cuerpo es esencialmente un recipiente para el agua y el gatillo está conectado a una bomba que proyecta chorros de agua por un pequeño agujero (o boquilla) en la boca del arma.
En los diseños modernos, una vez se bombea el agua, aunque se deje de bombear, sigue saliendo agua, esto es debido a la presión de aire acumulada al presionar el gatillo. Hay un agujero con una válvula que deja entrar aire y no la deja salir, entonces este aire comprimido empuja el agua y la hace salir con fuerza por la boquilla.